# 駆逐艦・基地協定
駆逐艦・基地協定（くちくかん・きちきょうてい、英: destroyers-for-bases deal）とは、1940年9月2日に米英間で結ばれた協定で、イギリスの海外領土に米軍基地を建設する権利と引き換えに、米海軍の50隻のコールドウェル、ウィックス、クレムソン級米海軍駆逐艦を英国海軍に譲渡するというものである。
一般的に「1200トン型」（4本の煙突にちなんで「フラッシュデッキ」または「4本のパイプ」とも呼ばれる）と呼ばれる駆逐艦は、イギリスのタウン級となり、両国共通の町の名前が付けられた。フランクリン・ルーズベルト米大統領は、議会の承認を必要としない行政協定の方法を用いた。しかし彼は、この協定が中立法に違反していると指摘する反戦アメリカ人たちから激しい攻撃を受けた。

## 協定の背景
1940年6月下旬までに、フランスはドイツとイタリアに降伏した。大英帝国とイギリス連邦諸国は、ヒトラーとムッソリーニに対抗する戦いに単独で立ち向かった。
英国参謀長委員会は5月、フランスが崩壊した場合、米国からの「全面的な経済的・財政的支援」なしには「成功の可能性をもって戦争を継続できるとは考えられない」と結論づけた。
アメリカ政府はイギリスの窮状に同情的だったが、当時のアメリカ世論は「もうひとつのヨーロッパ戦争」への関与を避けるため、圧倒的に孤立主義を支持していた。この感情を反映して、アメリカ議会は3年前に中立法を可決し、アメリカから戦闘国への武器の出荷や販売を禁止していた。
アメリカ大統領フランクリン・ルーズベルトは、1940年の大統領選挙を控えており、批評家たちが彼を戦争推進派として描こうとしたため、さらに制約を受けていた。米司法省からの法的助言によると、この取引は合法であった。
5月下旬には、ダイナモ作戦でフランスのダンケルクから英軍が避難したため、英海軍は直ちに船を必要とした。特に、ドイツ軍のUボートが戦力に不可欠な食糧やその他の資源の英国への供給を脅かす大西洋の戦いを戦っていたためだ。
ドイツ軍がフランスに急激に進撃し、アメリカ政府の多くがフランスとイギリスの敗北が間近に迫っていると確信していたため、アメリカはイギリス大使のロージアン侯爵（Marquess of Lothian）を通じてロンドンに、トリニダード島、バミューダ、ニューファンドランド島にある飛行場をアメリカが租借する提案を送った。
英国のウィンストン・チャーチル首相は当初、5月27日、英国が見返りをすぐに受け取れない限り、この申し出を拒否するとした。ルーズベルトは6月1日、フランスの敗戦が迫る中、中立法を迂回して何百万発もの米国製弾薬と旧式の小火器を「余剰」とし、英国への輸送することを許可した。ルーズベルトは、イギリス海軍のために駆逐艦を寄越せというチャーチルの嘆願を拒否した。
8月になると、イギリスが低空飛行を続けている間に、ジョセフ・P・ケネディ駐英アメリカ大使はロンドンから、イギリスの降伏は「不可避」であると報告した。駆逐艦を派遣するようルーズベルトを説得しようとしたチャーチルは、イギリスが敗北した場合、アメリカ沿岸に近い植民地の島々がドイツの手に落ちれば、アメリカにとって直接の脅威となりかねないと不吉な警告をルーズベルトに発した。

## 協定の内容
1940年9月2日、バトル・オブ・ブリテンが激化する中、コーデル・ハル国務長官は軍艦の英国海軍への譲渡に同意することを表明した。1940年9月3日、ハロルド・スターク提督は、駆逐艦は米国の安全保障にとって不可欠ではないと認定した。その代償として、アメリカはイギリスの海外領土のさまざまな場所に、海軍基地または空軍基地を建設するための土地を、99年間無償で租借できることになった：
- ニューファンドランド
- バハマ東部
- ジャマイカ南海岸
- セントルシア西海岸
- トリニダード島西海岸 (ガルフ湾)
- アンティグア島
- ジョージタウンから50マイル以内のイギリス領ギアナ (現在のガイアナ)

この協定はまた、アメリカ空軍と海軍へのイギリス軍基地の貸与も認めている:
- バミューダ The Great Sound and Castle Harbour
- ニューファンドランド South and eastern coasts

バミューダとニューファンドランドの基地と引き換えに駆逐艦を受け取ることはなかった。両領土は大西洋横断海運、航空、そして大西洋の戦いにとって不可欠だった。どちらの領土も敵の攻撃は考えにくかったが、それを否定することはできず、イギリスはバミューダ駐屯地を含む防衛部隊の維持に無駄な努力を強いられていた。この協定によって、イギリスはバミューダの防衛の大部分を、まだ中立国であったアメリカに委ねることができ、イギリス軍はより活発な戦域への再配置のために解放され、アメリカの費用で戦略施設を開発することができた。

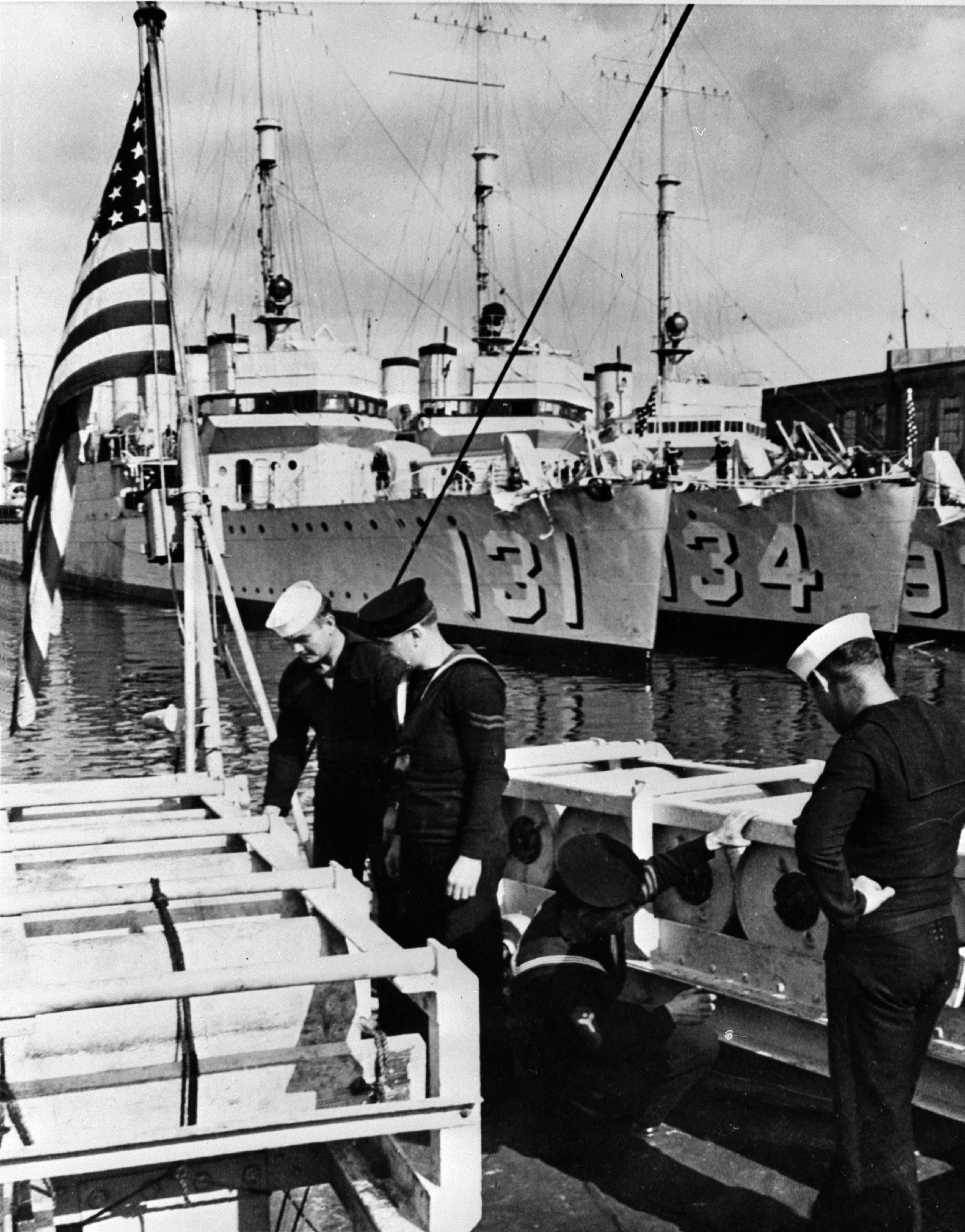
爆雷を調べる米英の水兵たち。背景は移籍前のウィックス級駆逐艦。

英国空軍（RAF）と艦隊航空隊（FAA）の両方が戦争開始時にバミューダに航空基地を維持していたが、それらは飛行艇のみ就航していた。ダレル島のRAF基地は、RAFトランスポート・コマンド、RAFフェリー・コマンド、英国海外航空、パンアメリカン航空による大西洋横断飛行の中継地点として機能し、バミューダ・フライング・スクールを受け入れていたが、海上パトロールは行っていなかった。ボアズ島のFAA基地は、王立海軍造船所から、または王立海軍造船所を経由して運航される船舶をベースとする航空機にサービスを提供したが、海軍艦船、RAFダレルズ島、バミューダ・フライング・スクールのパイロットを利用して海上パトロールを維持しようとした。
ダレルズ島は、RAFトランスポート・コマンド、RAFフェリー・コマンド、BOAC、パンナムによる大西洋横断便の中継地点として使われた。
バミューダの基地に関する協定では、米国が自費で、米陸軍航空軍と英空軍が共同で運用する大型陸上機に対応できる飛行場を建設することが定められていた。この飛行場は、第一次世界大戦中にイギリスのために戦ったアメリカ人飛行士、フィールド・キンドリーField Kindleyにちなんでキンドレー・フィールドKindley Fieldと名付けられた。1943年に飛行場が完成すると、空軍輸送司令部はこの飛行場に業務を移したが、空軍フェリー司令部はダレル島に残った。
米海軍はバミューダのウェスト・エンド（West End）に海軍作戦基地を設置し、飛行艇基地として、そこから戦争が終わるまで海上パトロールを実施していた（米海軍は、実際にはRAFダレルズ島からフロートプレーンを使ってそのようなパトロールを開始しており、自国の基地が運用可能になるのを待っていた）。戦後、RAFとFAAの施設は閉鎖され、バミューダには米空軍基地だけが残された。
海軍作戦基地は1965年に航空基地ではなくなり、飛行艇の代わりにロッキードP-2ネプチューンがキンドリー空軍基地（かつての米陸軍飛行場と同じ）で運用されるようになった。これらの米軍基地は、20世紀にバミューダで運用されたいくつかの米軍施設のうちの2つにすぎない。アメリカは1949年に基地の多くを放棄し、残りのいくつかは1995年に閉鎖された。
米国は「米国の国家安全保障を強化するための...寛大な措置」を受け入れ、「一般に1200トン型と呼ばれる」50隻のコールドウェル、ウィックス、クレムソン級米海軍駆逐艦を直ちに譲渡した。当初、43隻が英国海軍に、7隻がカナダ海軍に寄贈された。
英連邦海軍では、これらの艦はアメリカ・イギリス双方に存在する同名の町の名前に改名されたため「タウン」級駆逐艦と呼ばれたが、もともとは3つのクラス（コールドウェル、ウィックス、クレムソン）に属していた。終戦までに、他にも9隻がカナダ海軍に所属していた。5隻のタウン級はノルウェー海軍の乗組員によって運用され、戦後まで生き延びた艦は後に英国海軍に返還された。
HMSキャンベルタウンは、サン＝ナゼール強襲に派遣される前はオランダ海軍の水兵が乗組んでいた。他の9隻の駆逐艦は最終的にソ連海軍に移籍した。50隻の駆逐艦のうち6隻はUボートによって失われ、キャンベルタウンを含む3隻は別の状況で破壊された。
イギリスはこの取引を受け入れるしかなかったが、チャーチルの側近ジョン・コルヴィル（John Colville）がソ連とフィンランドの関係に例えたほど、イギリスよりもアメリカに有利な取引だった。駆逐艦は第一次世界大戦中のアメリカの大規模な造船計画の予備艦であり、不活性化されたまま適切に保存されていなかったため、多くの艦艇が大規模なオーバーホールを必要としていた。イギリスのある提督は、それらを「私が見た中で最悪の駆逐艦」と呼び、1941年5月までに就役したのはわずか30隻だった。チャーチルもこの取引を嫌ったが、彼のアドバイザーはルーズベルトに伝えるよう説得した：
我々は今のところ、あなた方の50隻の駆逐艦のうち数隻しか実戦に投入できていない。長い間寝かされていた後、大西洋の天候にさらされると、当然ながら多くの欠陥が生じるからだ。
ルーズベルトはこれに対し、1941年に10隻のレイク級沿岸警備隊カッターをイギリス海軍に譲渡した。アメリカ沿岸警備隊の艦艇は駆逐艦よりも10年新しく、航続距離も長かったため、対潜輸送船団護衛艦としてより有用であった。
この協定は、戦時中の英米パートナーシップの始まりとして、より重要なものだった。チャーチルはイギリス議会で、「英語を話す民主主義国家のこの2つの偉大な組織、大英帝国とアメリカは、相互の、そして一般的な利益のために、いくつかの問題において、いくらか一緒に混ざり合わなければならないだろう」と述べた。